# Савромат IV
Тиберій Юлій Савромат IV (*Τιβέριος Ἰούλιος Σαυροματης Δ, д/н — між 311 та 318) — цар Боспору в 275—276 та 286—311/318 роках.

## Життєпис
Походив з династії Тиберіїв Юліїв. Стосовно походження існують розбіжності. Деякі вчені розглядають його як сина Рескупоріда V від другого шлюбу, а інші — старшим сином царя Тейрана I, тобто онуком першого.
Час панування також достеменно невідомий: знано лише, що був царем-співправителем у 275 або 276 році, про що свідчить знайдений мідний статер з написом ΒΑΣΙΛΕΩΣ ΣΑΥΡΟΜΑΤΟΥ. Цей факт дослідники розглядають неоднаково: або Рескупорід V зробив сина від другого шлюбу співправителем сина від першого (Тейрана I) у 275 році, а після смерті Рескупоріда V, Тейран I переміг Савромата IV, який загинув або втік з держави. Вчені, що вважають Савромата сином Тейрана I, стверджують про співправління Савромата IV з батьком Тейраном. Рано помер, тому Тейран I призначив спадкоємцем молодшого брата Савромата IV — Фофорса.
Втім, за ще однією гіпотезою, Савромат IV (як брат Тейрана I) не загинув у боротьбі з Тейраном I у 276 році, а втік з країни. Повернувся приблизно у 283 або 285 році, ставши співправителем і спадкоємцем брата (або небожа) Хедосбія. Можливо, також повалив останнього разом з Фофорсом.
Про те, що Савромат IV був живий після 276 року, є згадка у «Трактаті про державне управління» візантійського імператора Костянтина VII, де той вказує, що Савромат, син Кріскоронса, жив у 291 році й був сучасником імператора Діоклетіана. Кріскоронса є спотвореним ім'я Рескупоріда. Це є додатковим підтвердженням, що Савромат IV був сином Рескупоріда V. Разом з тим події 291 року пов'язують з царем Фофорсом, якого називають Савроматом з огляду на загальну назву династії Тиберіїв-Юліїв (Савроматів).
Напевне, правив разом з небожем Фофорсом (до 309 року) та іншим родичем Радамсадом. Помер між 311 та 318 роком, проте це достеменно не доведено, оскільки не виявлено пізніх монет Савромата IV.
Є версія, що його сином був Рескупорід VII (VI).